# Molophilus (Molophilus) indurabilis
Molophilus (Molophilus) indurabilis is een tweevleugelige uit de familie steltmuggen (Limoniidae). De soort komt voor in het Neotropisch gebied.